# Csemegi Ignác
Csemegi Ignác (született Nasch) (Csongrád, 1827. szeptember 29. – Csongrád, 1891. február 28.) magyar honvédszázados, Csemegi Károly öccse. Apjuk Nasch József zsidó származású kereskedő. A testvérek nevét magyarosították, s római katolikus vallásban nevelkedtek.

## Életútja
A gimnáziumi érettségi után  a szegedi katonai nevelőintézetben folytatta tanulmányait. Hadfiként 1845-1847-ben a 62. gyalogezredben teljesített szolgálatot, majd kilépett.
Az 1848–49-es forradalom és szabadságharc idején 1848 nyarától nemzetőr tiszt, szeptembertől főhadnagy a 22. zászlóaljban, ugyanitt 1849. februártól százados a Kazinczy-hadtest 1849. augusztus 24-i zsibói fegyverletételéig. A szabadságharc bukása és a kiegyezés közti időszakról nincs adat.
Az 1867-es kiegyezés után a Csongrád megyei honvédegylet jegyzője lett, majd 1869-től reaktívált honvédszázados, 1881-ben őrnagyi címmel vonult nyugalomba. 1891-ben szülővárosában érte a halál, Csongrádon a Köztemetőben helyezték örök nyugalomra, sírhelyét már felszámolták.